# Peng Zhen
Peng Zhen (en chino, 彭真; pinyin, Péng Zhēn; Wade-Giles, P'eng Chen; 12 de octubre de 1902-26 de abril de 1997) fue un miembro prominente del Partido Comunista de China. Fue Presidente del Comité Permanente de la Asamblea Popular Nacional de 1983 a 1988.

## Biografía
Se unió al Partido Comunista de China en 1923 como miembro fundador del partido de la provincia de Shanxi. Arrestado en 1929, continuó realizando actividades políticas clandestinas mientras estuvo en prisión. Fue liberado en 1935 y empezó a organizar un movimiento de resistencia contra las fuerzas invasoras japonesas. Por esa misma época, fue nombrado Director del Departamento de Organización de la Oficina del Norte del Partido Comunista de China. Durante la captura de 1948 de Pekín por las fuerzas comunistas en la guerra civil china, destaca por su esfuerzo.
Peng fue miembro de múltiples Comités centrales y del Secretariado del Comité Central del Partido Comunista de China. También tuvo el cargo de Primer Secretario del Comité Municipal de Pekín y alcalde de Pekín (1951).
Peng perdió el favor de Mao Zedong en la revolución de abril de 1966 cuando atacó la creencia de Mao, según la cual toda la literatura debía apoyar al estado. A pesar de esta oposición, sobrevivió para ser rehabilitado durante el gobierno de Deng Xiaoping. Posteriormente, se convirtió en Secretario de la Comisión de asuntos políticos y legales del Comité Central del Partido Comunista de China (1980). Como presidente del Comité Permanente de la Asamblea Popular Nacional (1983), procuró incrementar el poder de la Asamblea Popular Nacional. Peng se retiró de sus posiciones políticas destacadas en 1988. 
Es considerado uno de los Ocho Inmortales del Partido Comunista de China.